# Simianus niponicus
Simianus niponicus là một loài bọ cánh cứng trong họ Callirhipidae. Loài này được Lewis miêu tả khoa học đầu tiên năm 1895.